# Żona modna (film)
Żona modna (tytuł oryg. Designing Woman) – amerykańska komedia romantyczna z 1957 w reżyserii Vincente Minnellego.

## Nagrody i nominacje
| Nazwa nagrody | Wygrane                                                                      | Nominacje                                      |
| ------------- | ---------------------------------------------------------------------------- | ---------------------------------------------- |
| Oscar         | 1958 Najlepsze oryginalne materiały do scenariusza i scenariusz George Wells | 1958 wygrana                                   |
| WGA           | 1958 bez rezultatu                                                           | 1958 Najlepszy scenariusz komedii George Wells |